# Самуэльссон, Гуннар (ботаник)
Гуннар Самуэльссон (швед. Gunnar Samuelsson, 1885—1944) — шведский ботаник.

## Биография
Родился 27 августа 1885 года в Норртелье.
В 1913 году защитил диссертацию доктора философии в Уппсальском университете, после чего читал там лекции. С 1914 по 1919 год — куратор Ботанического музея Уппсальского университета.
С 1924 года был профессором и заведующим ботаническим отделением Стокгольмского королевского музея.
Неоднократно путешествовал по средиземноморскому региону: в 1931 году — по Греции, в 1932 и 1933 годах — по странам Леванта, в 1936 году — по Марокко и Алжиру. Также занимался исследованием флоры водных сосудистых растений Скандинавии. Опубликовал несколько работ по сложнейшим в систематическом плане родов Alchemilla и Hieracium.
Скончался 14 января 1944 года в Стокгольме.

## Некоторые публикации
- Samuelsson G. Studien über die Entwicklungsgeschichte der Blüten einiger Bicornes-Typen // Svensk botanisk tidskrift. — 1913. — Vol. 7(2). — P. 97—188.
- Samuelsson G. Studien über die Vegetation bei Finse // Nyt Magazin for Naturvidenskaberne. — 1916. — Vol. 55. — P. 1—108.
- Samuelsson G. Studien über die Vegetation der Hochgebirgsgegenden von Dalarne // Nova Acta Regiae Societatis Scientiarum Upsaliensis. — 1917. — Vol. 4(8). — P. 1—252.
- Samuelsson G. Die Verbreitung der höheren Wasserpflanzen in Nordeuropa // Acta phytogeographica suecica. — 1934. — Vol. 6. — P. 1—211.
- Samuelsson G. Die Verbreitung der Alchemilla-Arten // Acta phytogeographica suecica. — 1943. — Vol. 16. — P. 1—159.

## Роды растений, названные именем Г. Самуэльссона
- Samuelssonia Urb. & Ekman, 1929